# Night of Champions (2011)
Night of Champions (2011) — пятое по счёту шоу Night of Champions, PPV-шоу производства американского рестлинг-промоушна WWE. Шоу прошло 18 сентября 2011 года на «HSBC-арена» в Буффало, Нью-Йорк, США.
На шоу прошло 7 поединков, 6 из которых за чемпионские пояса. 2 титула сменили своих владельцев. Главным событием шоу стал поединок без дисквалификации между СМ Панком и Triple Hем, по условию которого при проигрыше Triple H, он будет вынужден уйти в отставку.

## Результаты
| dark                              | Дэниел Брайан победил Хита Слейтера                                                 | Одиночный поединок                                                 | N/A   |
| 1                                 | Air Boom (Эван Борн и Кофи Кингстон) (с) победили Миза и R-Truth по дисквалификации | Командный поединок за титул командных чемпионов WWE                | 09:49 |
| 2                                 | Коди Роудс (с) победил Тэда ДиБиаси                                                 | Одиночный поединок за титул интерконтинентального чемпиона         | 09:44 |
| 3                                 | Дольф Зигглер (с) победил Джека Сваггера, Алекса Райли и Джона Моррисона            | Поединок «Фатальная четвёрка» за титул чемпиона США WWE.           | 08:19 |
| 4                                 | Марк Генри победил Рэнди Ортона (с)                                                 | Одиночный поединок за титул чемпиона мира в тяжелом весе           | 13:04 |
| 5                                 | Келли Келли (с) победила Бет Феникс                                                 | Одиночный поединок за титул чемпионки див WWE                      | 05:25 |
| 6                                 | Джон Сина победил Альберто Дель Рио (с)                                             | Одиночный поединок за титул чемпиона WWE                           | 17:30 |
| 7                                 | Triple H победил СМ Панка                                                           | Одиночный поединок без дисквалификации. Должность Triple H на кону | 24:08 |
| (c) — Чемпион на момент поединка. |                                                                                     |                                                                    |       |